# Étalleville
Étalleville és un municipi francès situat al departament del Sena Marítim i a la regió de Normandia. L'any 2007 tenia 418 habitants.

## Demografia

### Població
El 2007 la població de fet d'Étalleville era de 418 persones. Hi havia 147 famílies de les quals 23 eren unipersonals (15 homes vivint sols i 8 dones vivint soles), 54 parelles sense fills, 66 parelles amb fills i 4 famílies monoparentals amb fills.
La població ha evolucionat segons el següent gràfic:
Habitants censats

### Habitatges
El 2007 hi havia 170 habitatges, 147 eren l'habitatge principal de la família, 12 eren segones residències i 10 estaven desocupats. 165 eren cases i 2 eren apartaments. Dels 147 habitatges principals, 115 estaven ocupats pels seus propietaris, 30 estaven llogats i ocupats pels llogaters i 2 estaven cedits a títol gratuït; 1 tenia una cambra, 4 en tenien dues, 14 en tenien tres, 45 en tenien quatre i 84 en tenien cinc o més. 134 habitatges disposaven pel capbaix d'una plaça de pàrquing. A 57 habitatges hi havia un automòbil i a 80 n'hi havia dos o més.

### Piràmide de població
La piràmide de població per edats i sexe el 2009 era:
| Homes | Edats   | Dones |
| ----- | ------- | ----- |
| 0     | 95 o +  | 0     |
| 0     | 90 a 94 | 0     |
| 0     | 85 a 89 | 4     |
| 4     | 80 a 84 | 0     |
| 0     | 75 a 79 | 0     |
| 4     | 70 a 74 | 8     |
| 4     | 65 a 69 | 4     |
| 16    | 60 a 64 | 20    |
| 4     | 55 a 59 | 4     |
| 24    | 50 a 54 | 16    |
| 16    | 45 a 49 | 20    |
| 12    | 40 a 44 | 12    |
| 16    | 35 a 39 | 4     |
| 20    | 30 a 34 | 12    |
| 12    | 25 a 29 | 12    |
| 28    | 20 a 24 | 12    |
| 12    | 15 a 19 | 20    |
| 24    | 10 a 14 | 8     |
| 12    | 5 a 9   | 4     |
| 12    | 0 a 4   | 8     |

## Economia
El 2007 la població en edat de treballar era de 285 persones, 190 eren actives i 95 eren inactives. De les 190 persones actives 166 estaven ocupades (98 homes i 68 dones) i 26 estaven aturades (12 homes i 14 dones). De les 95 persones inactives 48 estaven jubilades, 15 estaven estudiant i 32 estaven classificades com a «altres inactius».

### Ingressos
El 2009 a Étalleville hi havia 148 unitats fiscals que integraven 423 persones, la mediana anual d'ingressos fiscals per persona era de 16.388 €.

### Activitats econòmiques
Dels 2 establiments que hi havia el 2007, 1 era d'una empresa de fabricació d'altres productes industrials i 1 d'una empresa de construcció.
L'únic servei als particulars que hi havia el 2009 era un paleta.
L'any 2000 a Étalleville hi havia 10 explotacions agrícoles que ocupaven un total de 448 hectàrees.

## Equipaments sanitaris i escolars
El 2009 hi havia una escola elemental integrada dins d'un grup escolar amb les comunes properes formant una escola dispersa.

## Poblacions més properes
El següent diagrama mostra les poblacions més properes.